# Mathias Rocha
Matías Emiliano Rocha Calderón (Paysandú, Uruguay; 13 de febrero de 2001) es un futbolista uruguayo. Juega de defensa central y su equipo actual es el FC Arouca de la Primeira Liga de Portugal.

## Trayectoria
Formado en las inferiores del Defensor Sporting, Rocha firmó su primer contrato en el club el 22 de diciembre de 2020. Formó parte del plantel que ganó el ascenso a la Primera División en 2021, y ganó la Copa Uruguay 2022.
El 11 de agosto de 2023, fue transferido al FC Arouca de la Primeira Liga de Portugal.

## Estadísticas
Actualizado al último partido disputado el 3 de septiembre de 2023.
| Club                        | Div.          | Temporada     | Liga  | Liga  | Copas nacionales | Copas nacionales | Copas internacionales | Copas internacionales | Total | Total |
| Club                        | Div.          | Temporada     | Part. | Goles | Part.            | Goles            | Part.                 | Goles                 | Part. | Goles |
| --------------------------- | ------------- | ------------- | ----- | ----- | ---------------- | ---------------- | --------------------- | --------------------- | ----- | ----- |
| Defensor Sporting · Uruguay | 1.ª           | 2020          | 13    | 0     | —                | —                | —                     | —                     | 13    | 0     |
| Defensor Sporting · Uruguay | 2.ª           | 2021          | 17    | 1     | —                | —                | —                     | —                     | 17    | 1     |
| Defensor Sporting · Uruguay | 1.ª           | 2022          | 25    | 0     | —                | —                | —                     | —                     | 25    | 0     |
| Defensor Sporting · Uruguay | 1.ª           | 2023          | 13    | 0     | —                | —                | 1                     | 0                     | 14    | 0     |
| Defensor Sporting · Uruguay | Total club    | Total club    | 68    | 1     | 0                | 0                | 1                     | 0                     | 69    | 1     |
| FC Arouca Portugal          | 1.ª           | 2023-24       | 2     | 0     | 0                | 0                | 0                     | 0                     | 2     | 0     |
| FC Arouca Portugal          | Total club    | Total club    | 2     | 0     | 0                | 0                | 0                     | 0                     | 2     | 0     |
| Total carrera               | Total carrera | Total carrera | 70    | 1     | 0                | 0                | 0                     | 0                     | 71    | 1     |

## Palmarés

### Títulos nacionales
| Título           | Club              | País    | Año  |
| ---------------- | ----------------- | ------- | ---- |
| Copa AUF Uruguay | Defensor Sporting | Uruguay | 2022 |